# Lycée Saint-Jean (Lectoure)
Pour les articles homonymes, voir Saint-Jean.
Le lycée Saint-Jean est un établissement d'enseignement privé catholique sous contrat d'association avec l'État, intégré à l'ensemble scolaire Saint-Joseph de Lectoure. Il est doté d'un internat mixte pour ses élèves.

## Histoire
Sous le Second Empire, les Frères des écoles chrétiennes fondent à Lectoure une école pour garçons qui deviendra l'actuel collège Saint-Joseph. Au début du XXe siècle, les lois d'interdiction de l'enseignement congréganiste et de séparation de l'Église et de l'État les contraignent à quitter la ville.
En 1906, l'abbé Tournier ouvre une école primaire, et fait de Saint-Joseph une école secondaire préparant au baccalauréat en 1936.
De 1949 à 1960, l'ensemble scolaire connaît une situation matérielle difficile, avant que les premiers contrats avec l’État ne permettent des conditions d'exercice plus décentes. En 1962, les écoles de garçons et de filles fusionnent,.
Le lycée Saint-Jean sous sa forme actuelle est créé en 1966, sous la direction de Pierre Gardeil, homme de lettres et philosophe proche de René Girard et de Michel Serres. Le chœur de Saint-Jean est fondé en 1970 sous son impulsion, avec le concours du chanteur Roland Fornerod.

## Effectifs
En 2021, le lycée comptait 213 élèves dont 120 internes.

## Enseignement
L'établissement propose les trois filières du baccalauréat général : la filière Littéraire (L), la filière Économique et Sociale (ES), et la filière Scientifique (S) option SVT. Il propose également une section binationale français et espagnol BachiBac.
En outre, il propose trois langues vivantes que sont l'allemand, l'anglais et l'espagnol, une sections européenne (espagnol), et des enseignements facultatifs tels que le latin.
Plusieurs activités et associations sont ouvertes aux élèves, comme l'association sportive de rugby, le groupe choral de la Maîtrise Saint-Joseph ainsi que plusieurs ateliers intellectuels et artistiques.

## Classement du lycée
En 2012, l'établissement est classé meilleur lycée de France d'après L'Étudiant. Le classement s'établit alors sur deux critères : le taux de réussite au bac, la proportion d'élèves de première qui obtient le baccalauréat en ayant fait les deux dernières années de leur scolarité dans l'établissement. En comptabilisant la valeur ajoutée (calculée à partir de l'origine sociale des élèves, de leur âge et de leurs résultats au diplôme national du brevet), le lycée se classe septième au niveau départemental avec un taux de réussite de 97% au baccalauréat en 2021.

## Personnalités liées à l'établissement
- Jean-François Gardeil (né en 1955)
- Béatrice Uria-Monzon (née en 1963)
- Eugénie Bastié (née en 1991)